# José Dominguez (baseball)
Pour les articles homonymes, voir José Dominguez et Dominguez.
José Alfredo Dominguez (né le 7 août 1990 à San Pedro de Macorís, République dominicaine) est un lanceur de relève droitier qui a joué dans la Ligue majeure de baseball de 2013 à 2016 pour les Dodgers de Los Angeles, les Rays de Tampa Bay et les Padres de San Diego.

## Carrière

### Dodgers de Los Angeles
José Dominguez signe son premier contrat professionnel en 2007 avec les Dodgers de Los Angeles. De 2008 à 2010, il évolue pour les DSL Dodgers, un club-école de l'équipe américaine dans la Ligue d'été de République dominicaine. En septembre 2009, le jeune joueur des ligues mineures est suspendu pour 50 matchs par la Ligue majeure de baseball pour usage de stanozolol, un produit dopant interdit par la MLB. Dominguez évolue en ligues mineures aux États-Unis à partir de 2011 et graduit au niveau Triple-A chez les Isotopes d'Albuquerque en 2013.
Il fait ses débuts dans le baseball majeur avec les Dodgers de Los Angeles le 30 juin 2013 comme lanceur de relève contre les Phillies de Philadelphie. Il présente une moyenne de points mérités de 2,16 en 8 manches et un tiers lancées en 9 sorties pour Los Angeles à la fin de la saison 2013.

### Rays de Tampa Bay
Le 20 novembre 2014, les Dodgers échangent aux Rays de Tampa Bay José Dominguez et le lanceur droitier des ligues mineures Greg Harris, en retour du releveur droitier Joel Peralta et du lanceur gaucher des ligues mineures Adam Liberatore. Dominguez apparaît dans 4 matchs des Rays en 2015, décrochant au passage sa première victoire dans les majeures.

### Padres de San Diego
Le 19 décembre 2015, Dominguez signe un contrat des ligues mineures avec les Padres de San Diego.